# Дерич, Константин Васильевич
Константин Васильевич Дерич (1912, Таганрог, область Войска Донского — 1980, Ростов-на-Дону) — советский борец классического стиля, чемпион и призёр чемпионатов СССР, мастер спорта СССР (1938).

## Биография
Увлёкся борьбой в 1929 году. Участвовал в 13 чемпионатах СССР (1934-1951). Участник Великой Отечественной войны. Кавалер Ордена Отечественной войны II степени. Судья всесоюзной категории (1963).

## Спортивные результаты
- Чемпионат СССР по классической борьбе 1934 года — ;
- Чемпионат СССР по классической борьбе 1935 года — ;
- Чемпионат СССР по классической борьбе 1937 года — ;
- Чемпионат СССР по классической борьбе 1938 года — ;
- Чемпионат СССР по классической борьбе 1939 года — ;